# Jan-Michael Gambill
Jan-Michael Charles Gambill (Spokane, 3 de junho de 1977) é um tenista profissional estadunidense.

## Grand Slam e ATP Tour simples títulos
| Legenda                   |
| Grand Slam torneios (0–0) |
| Tennis Masters Cup (0–0)  |
| ATP Masters Series (0–1)  |
| ATP Tour (3–3)            |

| Resultado | N. | Data            | Torneio               | Piso | Oponente       | Placar             |
| Campeão   | 1. | Março 8, 1999   | Scottsdale, EUA       | Duro | Lleyton Hewitt | 7–6(7-2), 4–6, 6–4 |
| Vice      | 1. | Julho 30, 2000  | Los Angeles, EUA      | Duro | Michael Chang  | 7–6(7-2), 3–6, RET |
| Campeão   | 2. | Março 5, 2001   | Delray Beach, EUA     | Duro | Xavier Malisse | 7–5, 6–4           |
| Vice      | 2. | Abril 2, 2001   | Miami, EUA            | Duro | Andre Agassi   | 6–7(4-7), 1–6, 0–6 |
| Vice      | 3. | Julho 28, 2002  | Los Angeles, EUA (2)  | Duro | Andre Agassi   | 2–6, 4–6           |
| Vice      | 4. | Janeiro 5, 2003 | Doha, Qatar           | Hard | Stefan Koubek  | 4–6, 4–6           |
| Campeão   | 3. | Março 10, 2003  | Delray Beach, EUA (2) | Duro | Mardy Fish     | 6–0, 7–6(7-5)      |